# Péruwelz Football Club
Péruwelz Football Club is een Belgische voetbalclub uit het Henegouwse Péruwelz. Péruwelz is bij de KBVB aangesloten met stamnummer 9540 en heeft blauw en wit als clubkleuren. 

## Geschiedenis
In Péruwelz speelde sinds 1921 voetbalclub RRC Péruwelz. De club was aangesloten bij de Voetbalbond met stamnummer 216 en speelde in de nationale reeksen.
In 2009 ging eersteklasser Excelsior Moeskroen failliet. Eind januari 2010 werd bekendgemaakt dat, na dit failliet, RRC Péruwelz zou "fusioneren" met Moeskroen. RRC Péruwelz, met stamnummer 216, zou van naam veranderden en verhuizen van het Stade de la Verte Chasse naar Le Canonnier in Moeskroen. De club kreeg de naam 'Mouscron-Péruwelz en kan als dusdanig geen aanspraak maken op het palmares van de ploeg met stamnummer 224 (Excelsior Moeskroen), maar wel op het (iets minder indrukwekkend) palmares van RRC Péruwelz.
Al gauw richtten enkele liefhebbers in Péruwelz echter een nieuwe club op, Péruwelz Football Club, dat bij de KBVB aansloot met stamnummer 9540. Dit is echter een volledig aparte nieuwe club, die van start ging in Vierde Provinciale in Henegouwen. De nieuwe club nam een blitse start, met een kampioenentitel in het eerste seizoen. In het tweede seizoen wist men in Derde Provinciale de eindronde te winnen en zo meteen door te stoten naar Tweede Provinciale.
Doordat Châtelet SC de interprovinciale eindronde won op het einde van het seizoen 2013-2014 kwam er ook een extra stijger in tweede provinciale. Péruwelz FC profiteerde hiervan om na twee seizoen voor het eerst haar opwachting te gaan maken in Eerste Provinciale.
De opmars van Péruwelz werd op dit niveau vooralsnog gestut. Anno 2024 speelden ze nog steeds in eerste provinciale.

## Resultaten
| Seizoen | Klasse | Klasse | Klasse | Klasse | Klasse | Klasse | Klasse | Klasse | Klasse | Reeks                | Punten | Opmerkingen |
|         | I      | II     | II     | III    | IV     | P.I    | P.II   | P.III  | P.IV   |                      |        | |
| ------- | ------ | ------ | ------ | ------ | ------ | ------ | ------ | ------ | ------ | -------------------- | ------ | --- |
| 2010/11 |        |        |        |        |        |        |        |        | 1      | Vierde Provinciale C | 65     | |
| 2011/12 |        |        |        |        |        |        |        | 3      |        | Derde Provinciale B  | 51     | Eindrondewinnaar |
| 2012/13 |        |        |        |        |        |        | 5      |        |        | Tweede Provinciale A | 50     | |
| 2013/14 |        |        |        |        |        |        | 4      |        |        | Tweede Provinciale A | 56     | Eindrondewinnaar |
| 2014/15 |        |        |        |        |        | 7      |        |        |        | Eerste Provinciale   | 50     | |
| 2015/16 |        |        |        |        |        | 11     |        |        |        | Eerste Provinciale   | 36     | |
|         | 1A     | 1B     | 1Na    | 2Af    | 3Af    | P.I    | P.II   | P.III  | P.IV   |                      |        | Vanaf 2016-17 zijn er 3 nationale en 2 regionale niveaus |
| 2016/17 |        |        |        |        |        | 9      |        |        |        | Eerste Provinciale   | 40     | |
| 2017/18 |        |        |        |        |        | 11     |        |        |        | Eerste Provinciale   | 40     | |
| 2018/19 |        |        |        |        |        | 4      |        |        |        | Eerste Provinciale   | 51     | |
| 2019/20 |        |        |        |        |        | 9      |        |        |        | Eerste Provinciale   | 30     | Door de coronapandemie in België werd de competitie na 23 wedstrijden definitief gestaakt en het toen gelde klassement als eindstand geklasseerd. Péruwelz FC stond toen 9e met 30 punten. |
| 2020/21 |        |        |        |        |        |        |        |        |        | Eerste Provinciale   |        | Door de aanhoudende coronapandemie werd geen competitie gespeeld. |
| 2021/22 |        |        |        |        |        | 6      |        |        |        | Eerste Provinciale   | 47     | |
| 2022/23 |        |        |        |        |        | 4      |        |        |        | Eerste Provinciale   | 53     | |
| 2023/24 |        |        |        |        |        | 7      |        |        |        | Eerste Provinciale   | 49     | |
| 2024/25 |        |        |        |        |        | 7      |        |        |        | Eerste Provinciale   | 49     | |
| 2025/26 |        |        |        |        |        |        |        |        |        | Eerste Provinciale   |        | |